# La rosa di Bagdad
La rosa di Bagdad è un film d'animazione del 1949 ideato e diretto da Anton Gino Domeneghini.
È il primo film italiano in Technicolor insieme a I fratelli Dinamite di Nino Pagot.
Nel 1949, alla 10ª Mostra internazionale d'arte cinematografica di Venezia, vinse il Primo premio assoluto al festival dei ragazzi ex aequo con Tant Grön, Tant Brun och Tant Gredelin.
Nel 2009 fu distribuito un documentario interamente dedicato al film, intitolato Una rosa di guerra, diretto da Massimo Becattini.

## Trama
La principessa Zeila, nipote del califfo di Bagdad, è in procinto di sposarsi, per scegliere i pretendenti vengono invitati i principi dei paesi vicini. Il perfido sceicco Jafar, che vede nel matrimonio con Zeila il mezzo per impadronirsi del regno, ben sapendo che la principessa non acconsentirebbe mai alle nozze, pianifica di infilarle al dito un anello stregato che la farà innamorare di lui. 
Amin, il giovane maestro di musica della principessa, scopre il piano e ruba l'anello; Jafar però lo imprigionerà in un castello e il mago Burk con un incantesimo lo renderà scuro di pelle, e quindi irriconoscibile perfino a sua madre. Neanche i tre ministri consiglieri del sultano, i buffi Zirco, Tonko e Zizzibè, bonaccioni e altrettanto pasticcioni, riescono a proteggere la principessa e cadono essi stessi vittime di un maleficio che li rende innocui.
Ma la bontà di Amin verrà premiata, infatti una sconosciuta mendicante, a cui aveva fatto la carità, gli regalerà la lampada di Aladino e con l'aiuto del genio il ragazzo riuscirà a sconfiggere i suoi nemici e liberare la principessa con cui convola a nozze.

## Produzione
Dopo aver visto Biancaneve e i sette nani, Anton Gino Domeneghini ne rimase molto colpito e pensò che anche l'Italia potesse produrre un lungometraggio animato. Attraverso la sua rete di conoscenze Domeneghini riuscì a reperire i fondi necessari per la realizzazione, provienienti anche dal Ministero della cultura popolare. Dopo i bombardamenti del 1942 la sede della IMA Film venne in gran parte distrutta e la produzione si spostò nella Villa Fè d'Ostiani e a Villa Secco a Bornato, in Franciacorta.
Una volta terminati i disegni, tutto il materiale venne spedito nel Regno Unito per la ripresa in Technicolor presso gli studi di Anson Dyer Stratford Abbey Films a Stroud, gli unici di quella tipologia disponibili a quel tempo in tutta l'Europa occidentale e che furono utilizzati anche da Walt Disney per L'isola del tesoro. Nel complesso ci vollero sette anni di lavoro per terminare il progetto.
Inizialmente il film si sarebbe dovuto intitolare Amin e la lampada di Aladino.

## Distribuzione
Presentato nel 1949 alla 10ª Mostra internazionale d'arte cinematografica di Venezia, venne distribuito nelle sale italiane nel 1950.
Negli anni '80 e '90 il film fu distribuito in VHS in Italia in varie edizioni dalla GVR Realvision, dalla Vivivideo (1992) e dalla Vega Video: quest'ultima pubblicò nella collana "Le magiche fiabe" una versione intitolata La piccola principessa d'Oriente caratterizzata da titoli di testa sostituiti e da numerosi tagli. A partire dal 1996 il film ricevette un primo restauro a cura della Cineteca Nazionale nell’ambito del progetto “Adotta un film: 100 film da salvare”; nel 1998 fu così presentato nuovamente a Venezia e fu riedito in VHS dalla PolyGram.
La prima edizione DVD avvenne nel 2004 a cura della Avo Film. Un secondo restauro è stato edito da Cinecittà Luce in DVD nel 2009 e in Blu-ray nel 2021, con numerosi contenuti speciali.

### Doppiaggio
L'edizione del film venne supervisionata negli studi della Fono Roma; con il doppiaggio che fu eseguito dalla CDC negli stabilimenti Italacustica S.A.